# Абілмамбет-хан
Абілмамбет-хан (каз. Әбілмәмбет хан, 1690—1771) — казахський хан Середнього жуза (1734-1771), син Болат-хана і онук Тауке-хана.

## Біографія
В 1729 році після смерті свого батька Болат-хана султан Абілмамбет, який користувався підтримкою серед біїв, виступив одним з претендентів на казахський престол. Його головними противниками були Самеке-хан та Абулхайр-хан.
В 1734 році після смерті дядька Самеке-хана Абілмамбет був обраний новим ханом Середнього жуза. Незважаючи на своє обрання на престол, Абілмамбет-хан не контролював територію ханства. У Середньому жузі також правил Жанібек-султан, васал хана Молодшого жуза, який керував частиною племен аргинів, кереїв, уаків, кипчаків і алшинів. Хан Молодшого жуза Абулхайр домігся, щоб частину кереїв перейшла у володіння його сина Ералі-султана. Крім того, деякі роди з Середнього жуза перейшли під контроль Нурали-хана, сина Абулхайр.
У 1730-1740-х роках Абілмамбет-хан зміг об'єднати під своєю владою казахські племена Старшого і Середнього жузів, а також став впливати на ханів Молодшого жуза.
28 серпня 1740 року Абілмамбет-хан і Абілай-хан разом із 120 султанами і главами казахських родів прибули в Оренбург, де уклали договір про протекторат Російської імперії над Середнім жузом.
В 1741 році джунгарські війська знову вторглися в кочовища Середнього і Молодшого жузів. В одному з боїв у джунгарський полон потрапив Абілай-хан. Оренбурзька адміністрація змогла переконати джунгарського хунтайджі припинити вторгнення. Незабаром Абулмамбет-хан пішов на зближення з Джунгарським ханством і відправив в аманати до Галдан-Церена свого сина Абілфейза, повернувши собі владу над Туркестаном. Після укладення миру з полону був звільнений султан Абілай, який вважався Абілмамбету як син.
В 1742-1745 роках джунгарські війська здійснили ряд набігів на казахські кочовища. Деякі султани Середнього жуза змушені були визнати себе васалами хунтайджі.
У 1740-х роках більшість родів Старшого жуза за підтримки Толі-бія принесли присягу хану Середнього жуза Абілмамбету — офіційному голові Казахського ханства. З прийняттям Абулхайром російського підданства багато родів Молодшого жуза, що управлялись Батир-ханом, також підпорядковувалися Абільмамбету і Абілай-хану. В 1759 році царська адміністрація запропонувала Абілаю змістити Абілмамбета і зайняти його місце, обіцяючи свою підтримку, проте впливовий султан відмовився.
В 1771 році Абілмамбет-хан помер. Його трон мав успадкувати один з молодших братів або син Абілпеїз, але казахські султани і бії на курултаї в Бурабаї обрали ханом трьох жузів Аблай-хана.